# Verner Lundström
Karl Verner Lundström, född 30 mars 1901 i Arvidsjaur, död 18 oktober 1983 i Glommersträsk,var en svensk längdskidåkare. Han vann Vasaloppet 1930. Han tävlade till en början för Glommersträsk IF men gick på 20-talet över till Arvidsjaurs IF.

### Fotnoter
1. ↑  ”Segrare Vasaloppet” ( PDF). Vasaloppet. Arkiverad från originalet den 15 juni 2020. https://web.archive.org/web/20200615142854/https://www.vasaloppet.se/wp-content/uploads/sites/1/2020/03/historiska_segrare_vasaloppet_sve_2020-03-23.pdf. Läst 15 juni 2020.
2. ↑  ”Ende skidåkaren från Arvidsjaur som vunnit Vasaloppet”. Piteå-Tidningen. 30 december 2010. https://pt.se/nara_dig/ende-skidakaren-fran-arvidsjaur-som-vunnit-vasaloppet-5877986.aspx. Läst 11 juni 2020.